# ニコ タッチズ ザ ウォールズ ノ ベスト
『ニコ タッチズ ザ ウォールズ ノ ベスト』は、日本のロックバンド、NICO Touches the Wallsのベストアルバム。2014年2月5日、キューンレコードより発売。

## 概要
- バンド初となるベストアルバム。発売日の2月5日は「ニコ」にちなんでいる。曲順については、ほぼ発表時期を遡る形となっている。
- 初回盤にはインディーズアルバム「Walls Is Beginning」の再現スタジオライブが収録されたDVDが付属している。収録曲・曲順は項目参照。
- メジャーデビュー後に発売されたシングルのうち、1st「夜の果て」、4th「ビッグフット」、7th「サドンデスゲーム」、11th「夢1号」は収録されていない。

## 収録曲
1. ローハイド
新曲。テレビ朝日系全国放送「musicるTV」2月度オープニングテーマ。のちに14thシングルとしてリカットされた。
2. ニワカ雨ニモ負ケズ
13thシングル。アルバム初収録曲。
3. Mr.ECHO
12thシングル。
4. 夏の大三角形
10thシングル。
5. 手をたたけ
9thシングル。
6. バイシクル
4thアルバム「HUMANIA」に収録。
7. Diver
8thシングル。
8. 妄想隊員A
3rdアルバム「PASSENGER」に収録。
9. マトリョーシカ
3rdアルバム「PASSENGER」に収録。曲終了後のSEはカットされている。
10. N極とN極
2ndアルバム「オーロラ」に収録。
11. かけら 〜総べての想いたちへ〜
6thシングル。表記が「-」から「〜」に変更されている。
12. ホログラム
5thシングル。
13. THE BUNGY
2ndシングル。
14. Broken Youth
3rdシングル。表記はないが、アルバムバージョンが収録されている。
15. 梨の花
メジャーデビューミニアルバム「How are you?」に収録。
16. image training -2014-
原曲はインディーズ盤に収録。メジャーデビューミニアルバム『How are you?』でもリメイクしており、2度目のリメイクとなっている。
17. パンドーラ
新曲。映画「ゲノムハザード ある天才科学者の5日間」イメージソング。